# قمعية ظلية
القِمَعية الظلية (باللاتينية: Digitalis obscura) نوع نباتي يتبع جنس القِمَعية من الفصيلة الحملية.

## الموئل والانتشار
موطنها المغرب العربي وإسبانيا.